# 9e étape du Tour de France 1987
Pour un article plus général, voir Tour de France 1987.
La 9e étape du Tour de France 1987 a eu lieu le jeudi 9 juillet 1987 entre Orléans (Loiret) et Renazé (Mayenne), en France, sur une distance de 260 km. Elle est remportée par le Néerlandais Adrie van der Poel. Le Suisse Erich Maechler conserve le maillot jaune à l'issue de l'étape,.

## Classement de l'étape
| \| Classement de l'étape \| Classement de l'étape \| Classement de l'étape \| Classement de l'étape \| Classement de l'étape \| \| Coureur \| Coureur \| Pays \| Équipe \| Temps \| \| --------------------- \| --------------------- \| --------------------- \| ------------------------------- \| --------------------- \| \| 1er \| Adrie van der Poel \| Pays-Bas \| PDM-Ultima-Concorde \| \| \| 2e \| Roberto Amadio \| Italie \| \| \| \| 3e \| Ludo Peeters \| Belgique \| Superconfex-Kwantum Hallen-Yoko \| \| \| 4e \| Theo de Rooij \| Pays-Bas \| Panasonic-Isostar \| \| \| 5e \| Dominique Garde \| France \| \| \| \| 6e \| Guido Bontempi \| Italie \| Carrera Jeans-Vagabond \| \| \| 7e \| Guido Van Calster \| Belgique \| BH \| \| \| 8e \| Pascal Poisson \| France \| \| \| \| 9e \| Guy Nulens \| Belgique \| Panasonic-Isostar \| \| \| 10e \| Steven Rooks \| Pays-Bas \| PDM-Ultima-Concorde \| \| |                    |          |                                 |       |
| |                    |          |                                 |       |
| |                    |          |                                 |       |
| Classement de l'étape |                    |          |                                 |       |
| Coureur | Coureur            | Pays     | Équipe                          | Temps |
| 1er | Adrie van der Poel | Pays-Bas | PDM-Ultima-Concorde             |       |
| 2e | Roberto Amadio     | Italie   |                                 |       |
| 3e | Ludo Peeters       | Belgique | Superconfex-Kwantum Hallen-Yoko |       |
| 4e | Theo de Rooij      | Pays-Bas | Panasonic-Isostar               |       |
| 5e | Dominique Garde    | France   |                                 |       |
| 6e | Guido Bontempi     | Italie   | Carrera Jeans-Vagabond          |       |
| 7e | Guido Van Calster  | Belgique | BH                              |       |
| 8e | Pascal Poisson     | France   |                                 |       |
| 9e | Guy Nulens         | Belgique | Panasonic-Isostar               |       |
| 10e | Steven Rooks       | Pays-Bas | PDM-Ultima-Concorde             |       |

## Classements à l'issue de l'étape

### Classement général
| \| Classement général \| Classement général \| Classement général \| Classement général \| Classement général \| \| Coureur \| Coureur \| Pays \| Équipe \| Temps \| \| ------------------ \| ------------------- \| ------------------ \| ------------------------------- \| ------------------ \| \| 1er \| Erich Maechler \| Suisse \| Carrera Jeans-Vagabond \| \| \| 2e \| Christophe Lavainne \| France \| \| \| \| 3e \| Jörg Müller \| Suisse \| \| \| \| 4e \| Ludo Peeters \| Belgique \| Superconfex-Kwantum Hallen-Yoko \| \| \| 5e \| Giancarlo Perini \| Italie \| Carrera Jeans-Vagabond \| \| \| 6e \| Guy Nulens \| Belgique \| Panasonic-Isostar \| \| \| 7e \| Acácio da Silva \| Portugal \| Kas \| \| \| 8e \| Charly Mottet \| France \| Système U \| \| \| 9e \| Dietrich Thurau \| Allemagne \| \| \| \| 10e \| Yvon Madiot \| France \| Système U \| \| |                     |           |                                 |       |
| |                     |           |                                 |       |
| |                     |           |                                 |       |
| Classement général |                     |           |                                 |       |
| Coureur | Coureur             | Pays      | Équipe                          | Temps |
| 1er | Erich Maechler      | Suisse    | Carrera Jeans-Vagabond          |       |
| 2e | Christophe Lavainne | France    |                                 |       |
| 3e | Jörg Müller         | Suisse    |                                 |       |
| 4e | Ludo Peeters        | Belgique  | Superconfex-Kwantum Hallen-Yoko |       |
| 5e | Giancarlo Perini    | Italie    | Carrera Jeans-Vagabond          |       |
| 6e | Guy Nulens          | Belgique  | Panasonic-Isostar               |       |
| 7e | Acácio da Silva     | Portugal  | Kas                             |       |
| 8e | Charly Mottet       | France    | Système U                       |       |
| 9e | Dietrich Thurau     | Allemagne |                                 |       |
| 10e | Yvon Madiot         | France    | Système U                       |       |